# Olga Rostkowska
Olga Maria Rostkowska (ur. 11 lipca 1988) – polska lekarka, specjalistka chorób wewnętrznych i medycyny stylu życia, doktor nauk medycznych, nauczycielka akademicka w Warszawskim Uniwersytecie Medycznym, wiceprezeska Okręgowej Rady Lekarskiej w Warszawie (kadencja 2022-2026).

## Życiorys
W 2014 ukończyła studia w I Wydziale Lekarskim Warszawskiego Uniwersytetu Medycznego. Specjalista chorób wewnętrznych (2022). Dyplomowana specjalistka International Board of Life Style Medicine (2021). W latach 2016–2020 odbyła studia doktoranckie w Warszawskim Uniwersytecie Medycznym.
Stopień doktora nauk medycznych uzyskała w 2021 w Warszawskim Uniwersytecie Medycznym na podstawie dysertacji pt. Wybrane czynniki mające wpływ na rozwój antybiotykooporności i jej dynamika w oddziałach transplantacyjnych, której promotorem była Magdalena Durlik.
Zawodowo związana z Kliniką Transplantologii, Immunologii, Nefrologii i Chorób Wewnętrznych Warszawskiego Uniwersytetu Medycznego, w której pracuje na stanowisku adiunkta.
Wiceprzewodnicząca Rady Młodych Naukowców przy Rektorze Warszawskiego Uniwersytetu Medycznego w kadencji 2023/2024.
Odbyła szereg staży zagranicznych, w tym w takich instytucjach jak: Biuro Regionalne Światowej Organizacji Zdrowia dla Europy w Kopenhadze (2018),  Dyrekcja Generalna ds. Zdrowia i Bezpieczeństwa Żywności w Luksemburgu (DG SANTE) Komisji Europejskiej (2015), Europejski Sojusz na rzecz Zdrowia Publicznego (ang. European Public Health Alliance, EPHA) w Brukseli (2014), Stały Komitet Lekarzy Europejskich (ang. Standing Committee of European Doctors, CPME) w Brukseli (2012–2013). Ponadto w okresie studiów w ramach programu Erasmus+ studiowała medycynę w Uniwersytecie Mediolańskim (2011-2012) oraz Uniwersytecie Stambulskim (2012).
Od 2011 członkini European Medical Students Association (EMSA), w tym w latach 2013-2014 prezydentka tej organizacji, a od 2016 członkini honorowa. Ponadto członkini Polskiego Towarzystwa Medycyny Stylu Życia.
Działaczka samorządu lekarskiego. Członkini Okręgowej Rady Lekarskiej w Warszawie (VIII kadencja i IX kadencja). Wiceprezes Okręgowej Rady Lekarskiej w Warszawie w IX kadencji (2022-2026).
Autorka lub współautorka ponad 50 publikacji i doniesień zjazdowych, w tym m.in. dotyczących nefrologii, oporności na antybiotyki, szczepień ochronnych i zdrowia publicznego.

## Nagrody i wyróżnienia
- Orzeł WUM (2019)[7]